# Gréta Kácsor
Gréta Kácsor (n. 24 aprilie 2000, Budapesta, Ungaria) este o handbalistă maghiară care evoluează pe postul de intermediar stânga pentru clubul românesc CS Gloria 2018 Bistrița-Năsăud și echipa națională a Ungariei.
Gréta Kácsor a câștigat împreună cu naționala de junioare a Ungariei medalia de bronz la Campionatul European pentru Junioare Slovacia 2017. În următorul an a făcut parte din naționala de tineret a Ungariei la Campionatul Mondial pentru Tineret din 2018, unde la turneul desfășurat pe teren propriu selecționata maghiară a obținut medalia de aur. De asemenea, în același an a făcut parte din naționala de junioare a Ungariei care a terminat pe locul doi la Campionatul Mondial pentru Junioare din din Polonia, fiind învinsă în finală de echipa Rusiei, cu scorul de 29-27. La Campionatul European pentru Tineret din 2019 desfășurat în Ungaria, ea a cucerit împreună cu naționala de tineret a Ungariei medalia de aur învingând în finală selecționata Țărilor de Jos. A debutat pentru naționala de senioare a Ungariei pe 28 noiembrie 2020 într-un meci amical împotriva Suediei.

## Palmares
- Campionatul European de Tineret:
  -  Câștigătoare: 2019

- Campionatul Mondial de Junioare:
  -  Medalie de argint: 2018

- Campionatul European de Junioare:
  -  Medalie de bronz: 2017

- FOTE:
  -  Câștigătoare: 2017

- Liga Campionilor:
  - Play-off: 2024

- Liga Europeană:
  - Grupe: 2021, 2022, 2023

- Cupa EHF:
  - Turul 3: 2018, 2020
  - Turul 2: 2019

- Campionatul Ungariei:
  -  Medalie de bronz: 2023

- Cupa Ungariei:
  -  Medalie de bronz: 2024

- Supercupa României:
  -  Finalistă: 2024

## Distincții individuale
- Cea mai bună tânără handbalistă din Campionatul Ungariei: 2017, 2018;[23][24]
- Cel mai bun intermediar stânga (All-Star Team) la Campionatul European de Tineret: 2019;[19]

## Galerie de imagini

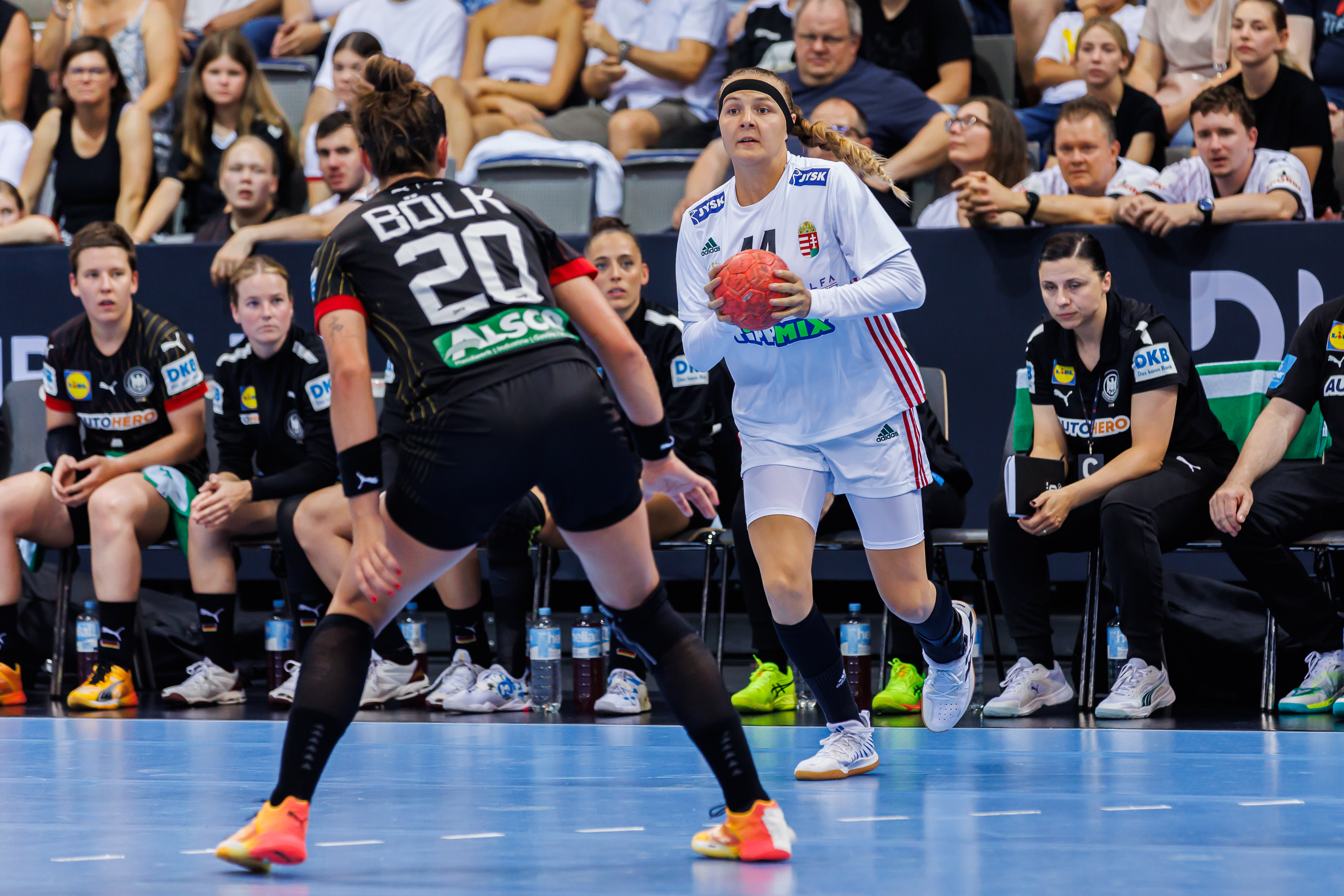
Gréta Kácsor, 19 iulie 2024. Kácsor (nr. 44, în alb) în timpul partidei amicale dintre Germania și Ungaria desfășurată în Porsche-Arena din Stuttgart.
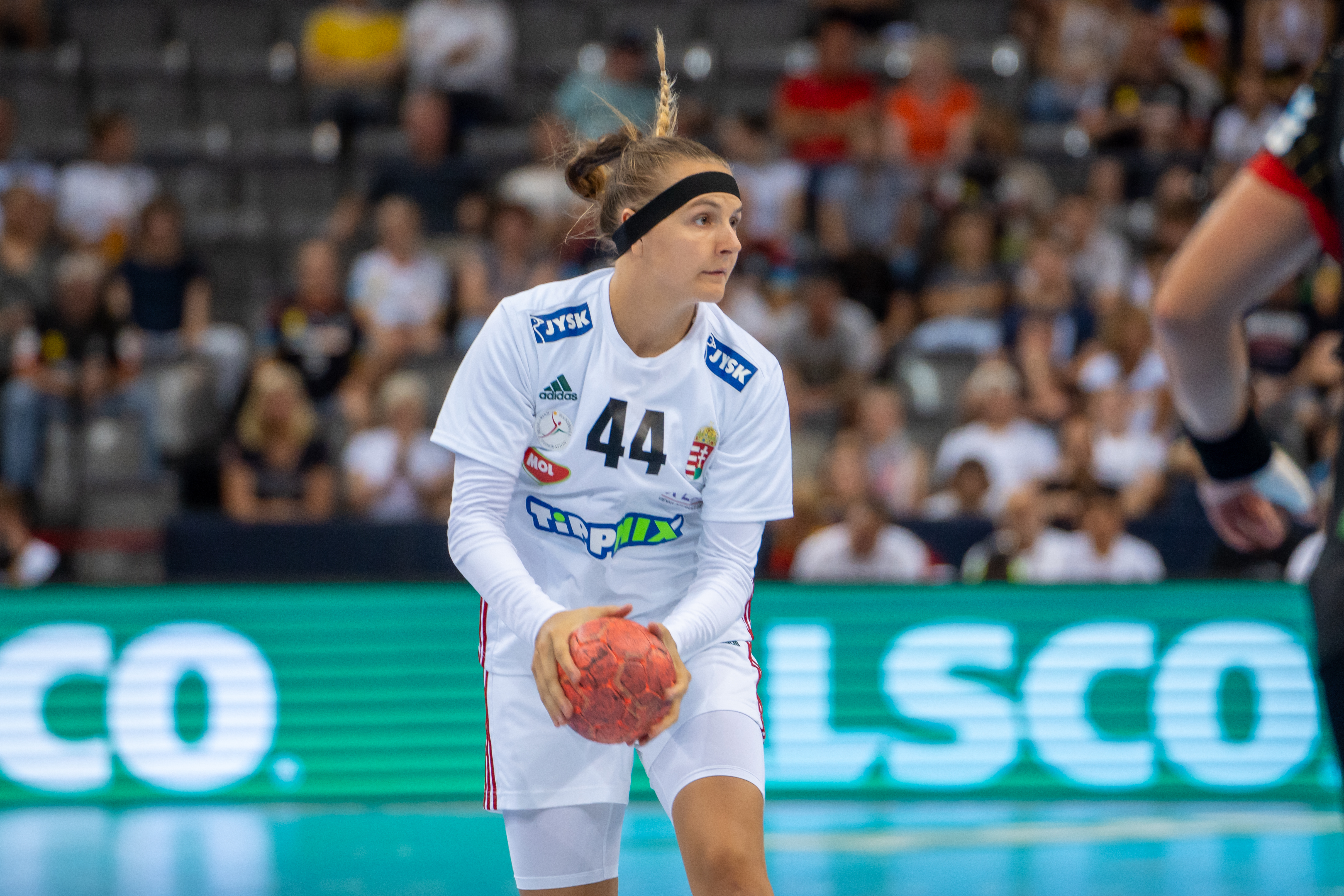
Gréta Kácsor, 19 iulie 2024. Kácsor (nr. 44, în alb) în timpul partidei amicale dintre Germania și Ungaria desfășurată în Porsche-Arena din Stuttgart.
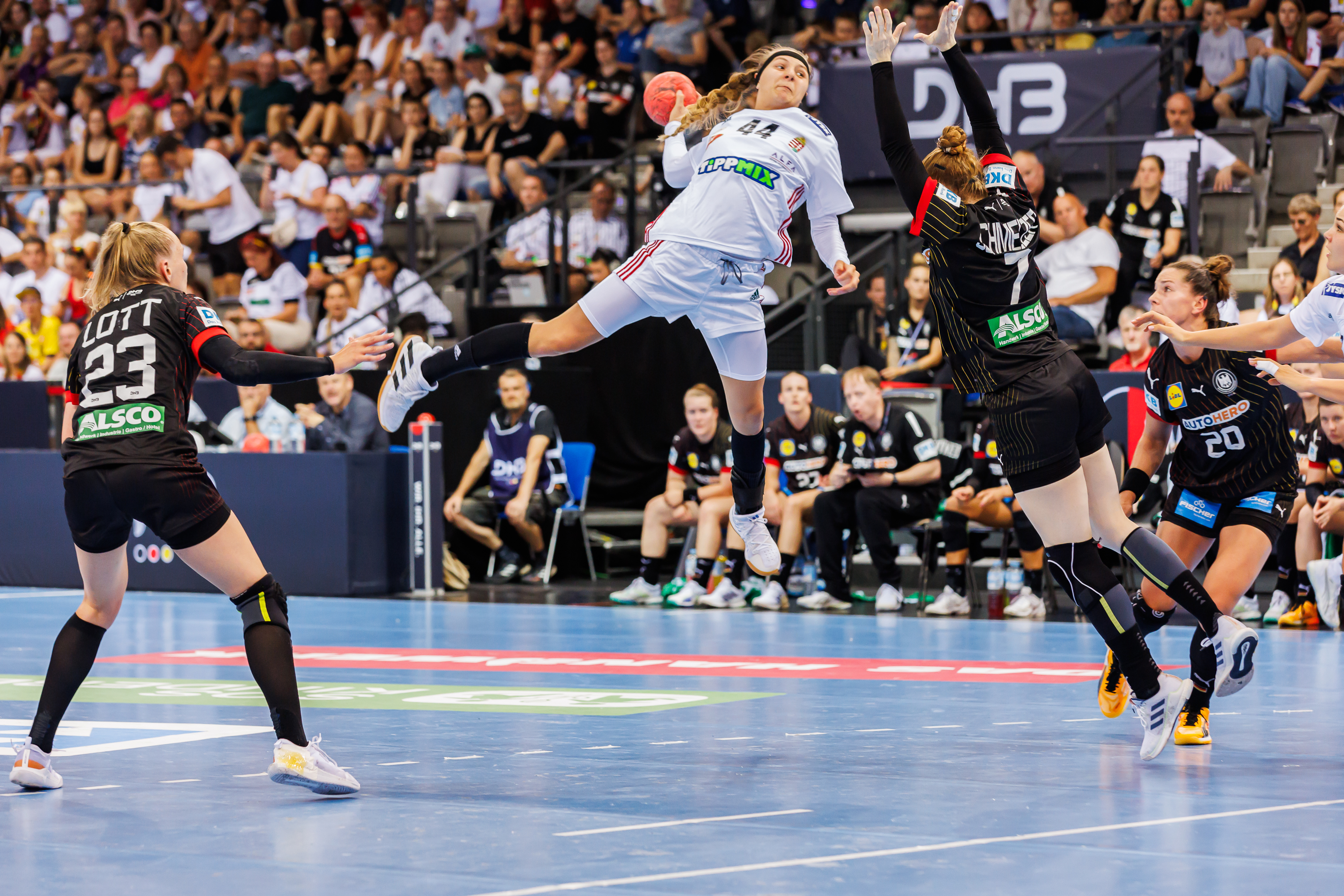
Gréta Kácsor, 19 iulie 2024. Kácsor (nr. 21, în alb) în timpul partidei amicale dintre Germania și Ungaria desfășurată în Porsche-Arena din Stuttgart.
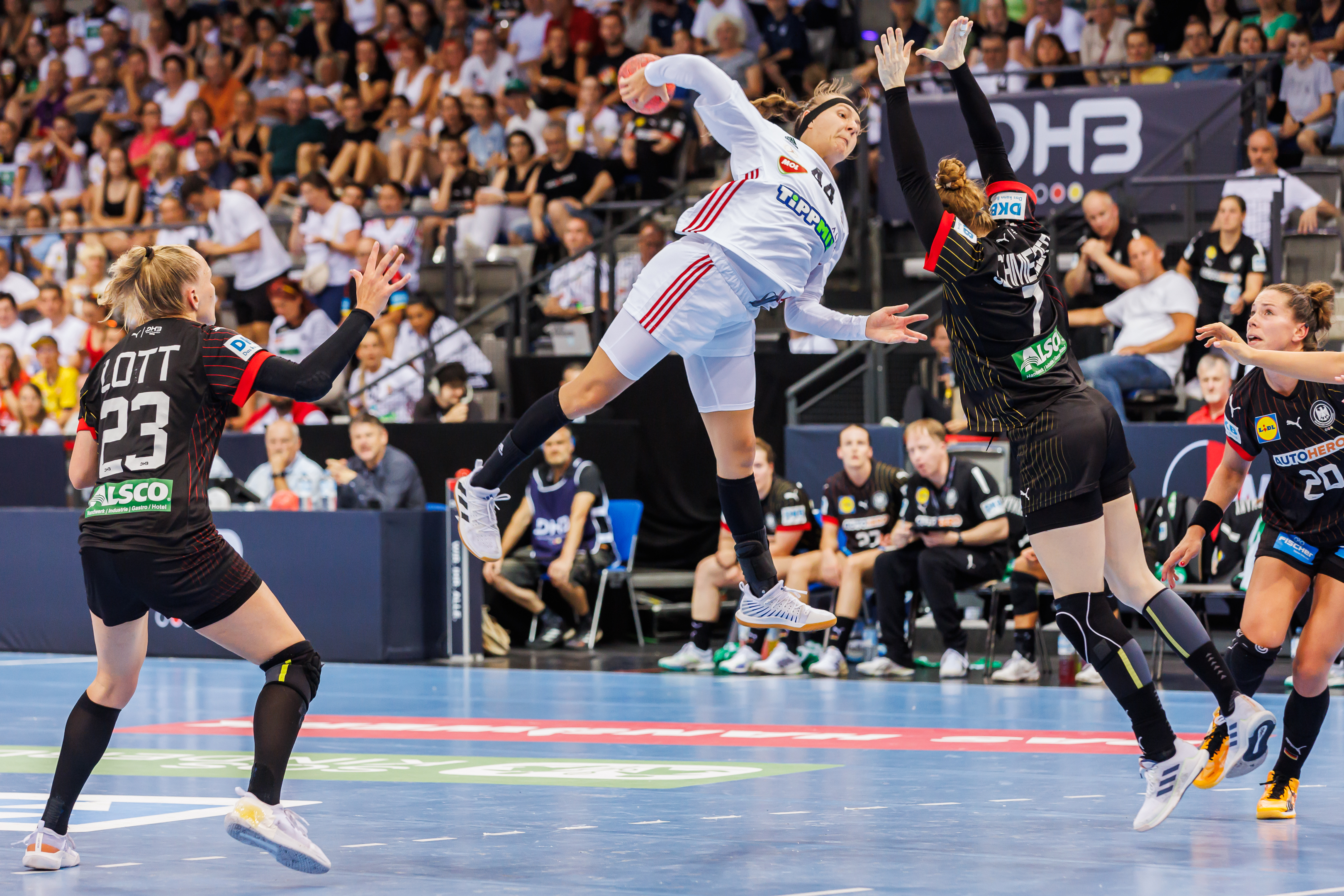
Gréta Kácsor, 19 iulie 2024. Kácsor (nr. 44, în alb) în timpul partidei amicale dintre Germania și Ungaria desfășurată în Porsche-Arena din Stuttgart.
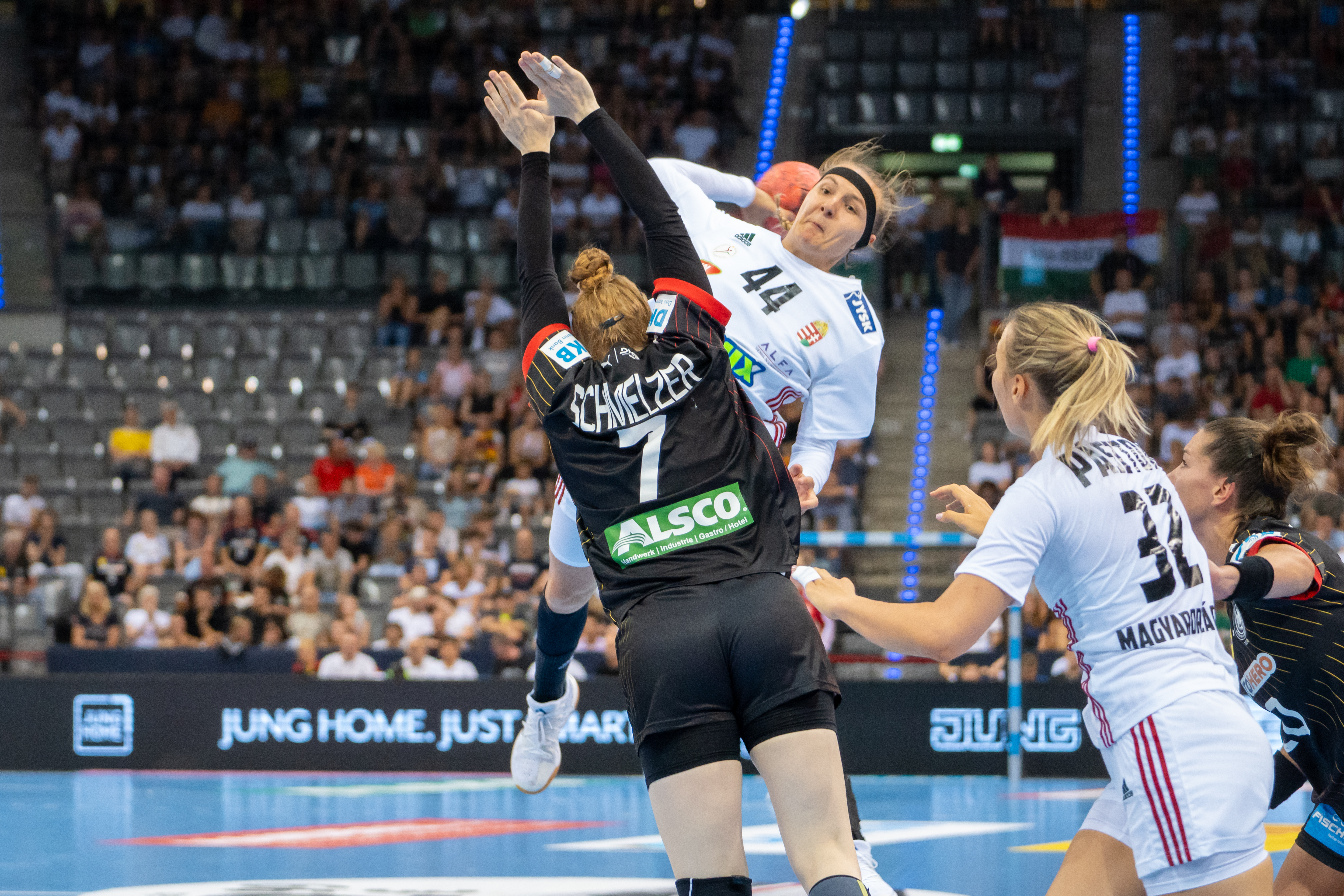
Gréta Kácsor, 19 iulie 2024. Kácsor (nr. 44, în alb) în timpul partidei amicale dintre Germania și Ungaria desfășurată în Porsche-Arena din Stuttgart.